# Arma 2
Arma 2 — компьютерная игра от чешской компании Bohemia Interactive (BIS) для PC, которая является продолжением Armed Assault. Игра была официально объявлена 22 августа 2007 на выставке Games Convention в Лейпциге. Авторы классифицируют игру как симулятор реальных боевых действий.
В США продажи игры начались с 8 июля 2009 года.

## Сюжет
Действие Arma 2 разворачивается в 2009 году, на территории вымышленной постсоветской страны Чернорусии (англ. Chernarus).
Гражданская война длится вот уже два года в государстве Черноруссия после длительного периода политической дестабилизации. Этому всему поспособствовали стычки между прозападной коалицией и коммунистическо-националистическим движением «Чернорусское движение „Красная Звезда“» (ЧДКЗ, англ. сокр. ChDKZ, «Чедаки»). После того, как ЧДКЗ была побеждена демократическим крылом на выборах 2008 года, напряжение в стране возрослo во время так называемого «Сентябрьского Кризиса».
С поддержкой этнического русского населения в северной провинции Черноруссии, повстанцы силой попытались вновь объединить север Черноруссии с Россией, но были остановлены антиповстанческой операцией «Северный Ветер».
Летом 2009 оставшиеся силы повстанцев отступили к горам на севере. Осенью 2009 «Чедаки» под руководством известного военачальника по кличке «Акула» внезапно развернули крупное наступление на правительственные силы. Буквально спустя несколько недель повстанцы захватили практически всю северную провинцию и объявили независимость.
После переговоров с Россией о присоединении, когда Москва им отказала, они установили своё правительство и ввели военное положение, при этом продолжая наступать на западную часть страны. Правительственные силы понесли большие потери и ситуация стала критической. Александр Баранов, премьер-министр Черноруссии, попросил помощи у сил НАТО, чтобы восстановить мир и порядок на территории страны.
Альянс уведомляет силы быстрого реагирования и принимается решение отправить морских пехотинцев, чтобы предотвратить дальнейшие гражданские убийства в конфликте между «Чедаками» и остатками сил обороны Черноруссии. Морские экспедиционные войска берут на себя контроль над ситуацией.
Игрок выступает в роли члена разведгруппы спецназа морской пехоты США под названием «Лезвие» (англ. Razor).

### Черноруссия как вымышленное государство
Действие компьютерной игры Arma 2 разворачивается в 2009 году, на территории выдуманной постсоветской страны Черноруссия (англ. Chernarus).
Черноруссия находится в Северном Кавказе, ориентировочно на территории Чеченской Республики, её регион Южная Загория граничит с Северной Загорией, которая входит в состав России. Критики в этом видят ассоциации с реальными югославскими военными конфликтами 1990-х годов и войной 2008 года в Грузии.
Фактически же ландшафт представляет собой почти полную копию безлюдной местности в Северной Богемии. В эстетических целях, для создания нужной атмосферы, а также чтобы разнообразить место действия, была слегка изменена флора, в игровой мир было добавлено море, а временем действия была выбрана осень.
Население — 3 млн этнических чернорусов и 800 тыс. русских. Чернорусский язык имитируется чешским. Южный и восточный берега Черноруссии омывает Зелёное море. Столица — город Новиград. Жители Черноруссии имеют явно чешские имена и фамилии. Bohemia Interactive разработала технологию, которая позволяет преобразовывать реальные данные о высотах и ландшафте в виртуальное представление. Таким образом, в игре:
- 225 км² реальной местности. Игра имеет две карты — Загория и остров Утес с расположившимся неподалёку десантным кораблем ВМФ США «Кхесань»;
- 1 миллион объектов;
- 350 км дорог;
- 50 городов и посёлков, порты и фабрики;
- Живое окружение (гражданские и дикая живность);
- Две крупные и несколько малых дамб, а также небольшие озера и пруды;
- Большой военный аэродром — «Аэродром Выбора» с бетонным покрытием, два малых грунтовых аэродрома, крупный военный аэродром на Утесе;
- Руины замка XII века — «Чертов замок» («Замок дьявола») и другие исторические достопримечательности.

Для большей достоверности происходящего, разработчики придумали государству историю начиная с V века до нашей эры. В качестве гимна Черноруссии используется песня, написанная Марком Фрадкином — «Берёзы».

## Геймплей
Игра содержит реалистичное вооружение, модели машин, местность, баллистику оружия, отдачу, перезарядку, опознавание, повреждения, движения персонажей и машин, а также их скорость. Например, птицы и насекомые управляются ИИ и реагируют на окружение, а местность и статические объекты, такие как деревья и здания, — разрушаемые. У вертолётов реалистичное управление, которое нужно осваивать. В управлении воздушной техникой переданы простейшие физические принципы движения, причём они уникальны для каждой модели. Кампания проходит в реальном времени, но это не подразумевает постоянные боевые действия. Военные тактики также будут отражать реальный мир, где терпение, атака с флангов и прочное укрытие будут просто необходимы. По некоторым причинам геймплея, прыжки игроку недоступны и заменены перелезанием через препятствия.
Уровень сложности влияет на количество сохранений, также в некоторых миссиях есть автосохранения. Сложность настраивается и содержит четыре уровня: Кадет, Солдат, Ветеран и Эксперт, которые различаются боевыми качествами (но не численностью и составом) сил врагов и союзников. На уровне «Кадет» сохраняться можно неограниченное количество раз (но используя один и тот же слот), на «Солдат» — 5, Ветеран −3, Эксперт −1. Можно также менять настройки сложности, например на уровне «Кадет» поставить все показатели на «Эксперт» и получить возможность играть фактически на «Эксперте», имея неограниченные сохранения.
В двух последних миссиях кампании игроку предоставляется режим стратегии. Он включает классические элементы игр жанра RTS — за захват опорных пунктов противника игрок получает деньги, на которые может строить базу и приобретать юнитов — кроме своего, режим позволяет управлять ещё 11 отделениями, командуя целой ротой точно так же, как и отдельными бойцами своего отделения. Численность каждого отделения — 12 человек, а если оно, например, танковое — то 12 танкистов и, соответственно, 4 танка.

## Технология
Данная игра использует игровой движок Real Virtuality 3-й версии, который значительно улучшен по сравнению с предыдущей версией, используемой в Arma.
Вот некоторые из ключевых нововведений:
- Поддержка нескольких ядер;
- DirectX 9 (шейдеры 3-го поколения);
- Рельефное текстурирование;
- Параллаксное отображение текстур;
- Полусферическое освещение;
- Микро ИИ (поддержка жестов, подавляющий огонь и точность до сантиметра);
- Встроенная динамическая система общения.

«Arma 2 уже пользуется успехом благодаря игровому движку, который непрерывно дорабатывался в течение 10 лет и служил основой для тренировочных программ в вооружённых силах по всему миру.» — Maruk, BIS CEO
Arma 2 поддерживает DirectX9, поддержка DirectX10 не планируется.
Игра «Arma 2» использует систему защиты «FADE».

## Отзывы
| Сводный рейтинг       | Сводный рейтинг |
| Агрегатор             | Оценка          |
| --------------------- | --------------- |
| GameRankings          | 76,43 %         |
| Metacritic            | 77 %            |
| MobyRank              | 77/100          |
| Иноязычные издания    |                 |
| Издание               | Оценка          |
| Eurogamer             | 8/10            |
| GameSpot              | 8/10            |
| IGN                   | 7,8/10          |
| PC Gamer (UK)         | 83 %            |
| Русскоязычные издания |                 |
| Издание               | Оценка          |
| Absolute Games        | 75/100          |
| «Игромания»           | 7/10            |

За то, что «за десять лет существования Bohemia Interactive ни разу не пошли на компромисс (даже когда это означало утрату торговой марки и расставание с любимой серией): они делали все не так, как надо, а так, как им хочется» по итогам 2009 года журнал «Игромания» отметил игру наградой «Флэшпойнт года» (по названию серии Operation Flashpoint, которая предшествовала серии ArmA):

Делать «флэшпойнт» — это значит производить игру для PC, когда все делают игры для консолей; это значит честно симулировать картину военных действий с участием пехоты, бронетехники, артиллерии и авиации, пока во всех остальных шутерах игрока спешно прогоняют через красиво подсвеченные аттракционы с картонными танками. Делать «флэшпойнт» — это значит плевать на динамику и очевидность отдельных миссий в пользу общего реализма происходящего. Это значит выпускать недоделанную игру практически безо всякого бета-тестинга, потому что такой грандиозный и неформатный проект нельзя доделать в срок и нормально оттестировать силами небольшой независимой команды.
<…>
В наше время существует только один авторский военный симулятор, и называется он ArmA.

По данным сайта Steam Spy, только через систему цифровой дистрибуции Steam по состоянию на октябрь 2016 года было продано свыше 4 миллионов копий игры. Пользовательский Steam-рейтинг ArmA 2 составляет 83 %.

## В массовой культуре
Игра вскоре умудрилась оказаться в центре телевизионного скандала: британский телеканал ITV 26 сентября 2011 выпустил документальный фильм «Разоблачение: Каддафи и ИРА» (англ. Exposure: Gaddafi and the IRA) о связях Ирландской республиканской армии с ливийским диктатором Муаммаром Каддафи и вставил кадры из игры ArmA 2 в фильм, подписав их как атаку повстанцев ИРА, предпринятую в 1988 году. Позднее выяснилось, что кадры попали в фильм по ошибке, и телеканал вынужден был принести извинения:

События, показанные в «Разоблачение: Каддафи и ИРА», были подлинными, но могло случиться так, что во время процесса редактирования кадры событий 1988 года не были выбраны, и вместо них по ошибке продюсеры вставили смонтированное видео. Это неудачное действие — всего лишь человеческая ошибка, за которую мы приносим извинения.
Оригинальный текст (англ.)The events featured in Exposure: Gaddafi and the IRA were genuine but it would appear that during the editing process the correct clip of the 1988 incident was not selected and other footage was mistakenly included in the film by producers. This was an unfortunate case of human error for which we apologise.

## Дополнения

### Официальные дополнения
Летом 2010 года вышло официальное дополнение ArmA 2: Operation Arrowhead. События в нём происходят на новой карте вымышленной страны «Такистан», соседствующей с Черноруссией. Дополнение включает новую сюжетную кампанию, события которой разворачиваются спустя три года после окончания событий оригинальной «Arma 2». В геймплей были добавлены новые элементы и особенности.
Позже был выпущен пакет Arma 2: Combined Operations, объединяющий основную игру и Operation Arrowhead.
Впоследствии вышли дополнения Arma 2: British Armed Forces, Private Military Company, Army of the Czech Republic. Они требуют установленной ArmA 2: Operation Arrowhead или Arma 2: Combined Operations.
Затем было выпущено издание Arma 2: Complete Collection, включающее оригинальную игру и все официальные дополнения. Кроме этого оно было ориентированно на запуск популярной модификации DayZ, для которого эти дополнения необходимы.

### DayZ
В 2012 году была создана модификация к игре, которая получила название «DayZ», она является симуляцией выживания в сеттинге зомби-апокалипсиса. Действие по-прежнему происходит в Черноруссии. Позже был перенесён и на другие, неофициальные, карты.
Отличительные черты модификации:
- Персонаж умирает навсегда, без возможности переигровки (весь игровой прогресс теряется).
- Отсутствие сюжета и каких-либо целей — игроки предоставлены самим себе.

В связи с высокой популярностью модификации, находящейся ещё в состоянии альфа-версии, студия Bohemia Interactive обещала помощь официальными патчами. Несмотря на то, что оригинальная «Arma 2» вышла в 2009 году и по нынешним меркам несколько устарела, модификация резко повысила её продажи на 50 %.
Многие критики отмечают качественную передачу атмосферы зомби-апокалипсиса в игре.